# Olba (Anatolië)
Olba en Diokaisareia was een dubbelstad in de Griekse en Romeinse oudheid in Cilicië, nabij het huidige Uzuncaburç in de Turkse provincie Mersin. Olba was gedurende meerdere eeuwen een stad van belang en had meerdere tempels, en later ook kerken. Op vier kilometer afstand lag een belangrijk heiligdom, de tempel van Zeus waar de plaatselijke heersers gevestigd waren, de priesterdynastie van Olba. Rondom deze tempel ontstond de stad Diokaisareia (Diocaesarea). De stad is gelegen ongeveer 25 kilometer van de kust op een plateau op zo'n 1000 meter boven zeeniveau, tussen de oude steden Kyinda en Soloi in. Ook de Kanytelleis-ruïnes, zo'n 30 kilometer ten zuidoosten van de stad gelegen, vielen oorspronkelijk onder haar bestuur.
In de loop van de eerste eeuw n.Chr. moest de priesterdynastie wijken voor Romeinse bestuurders. In de vierde eeuw profiteerde Olba-Diocaesarea mee van de economische opkomst van de landstreek Isaurië, waar de kuststad Seleucia aan de Calycadnus (nu Silifke) een ware metropool was geworden. In de zevende eeuw verviel de streek door de oorlogvoering met de Omayyaden.
Olba wordt tegenwoordig gekenmerkt door enkele bijzondere ruïnes. De meeste bouwwerken stammen uit de Romeinse keizertijd. Ook de Zeus-tempel staat nog gedeeltelijk overeind. De stad was zeker tot in de 13e eeuw zetel van een bisschop.

## Galerij

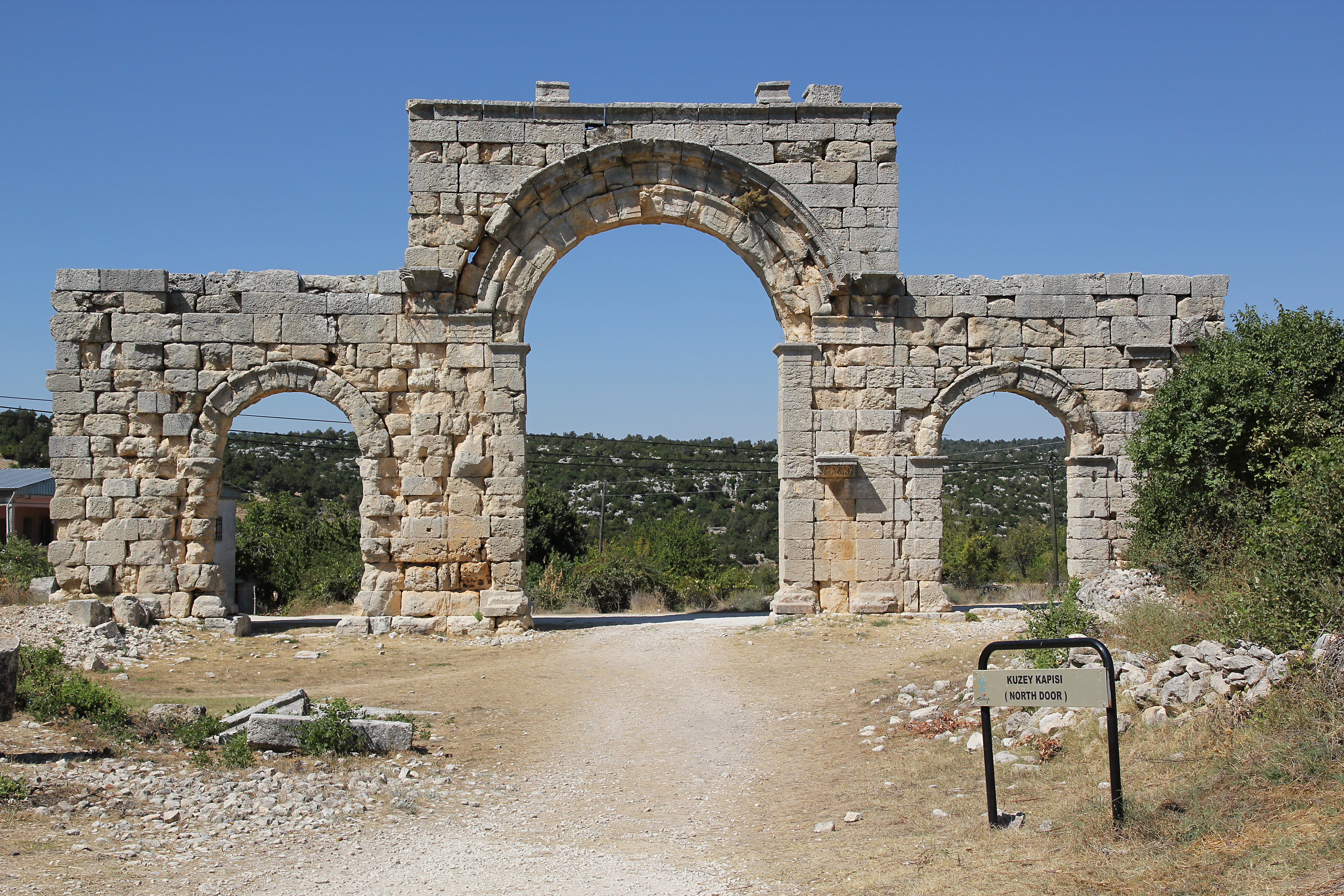
De Noorderpoort
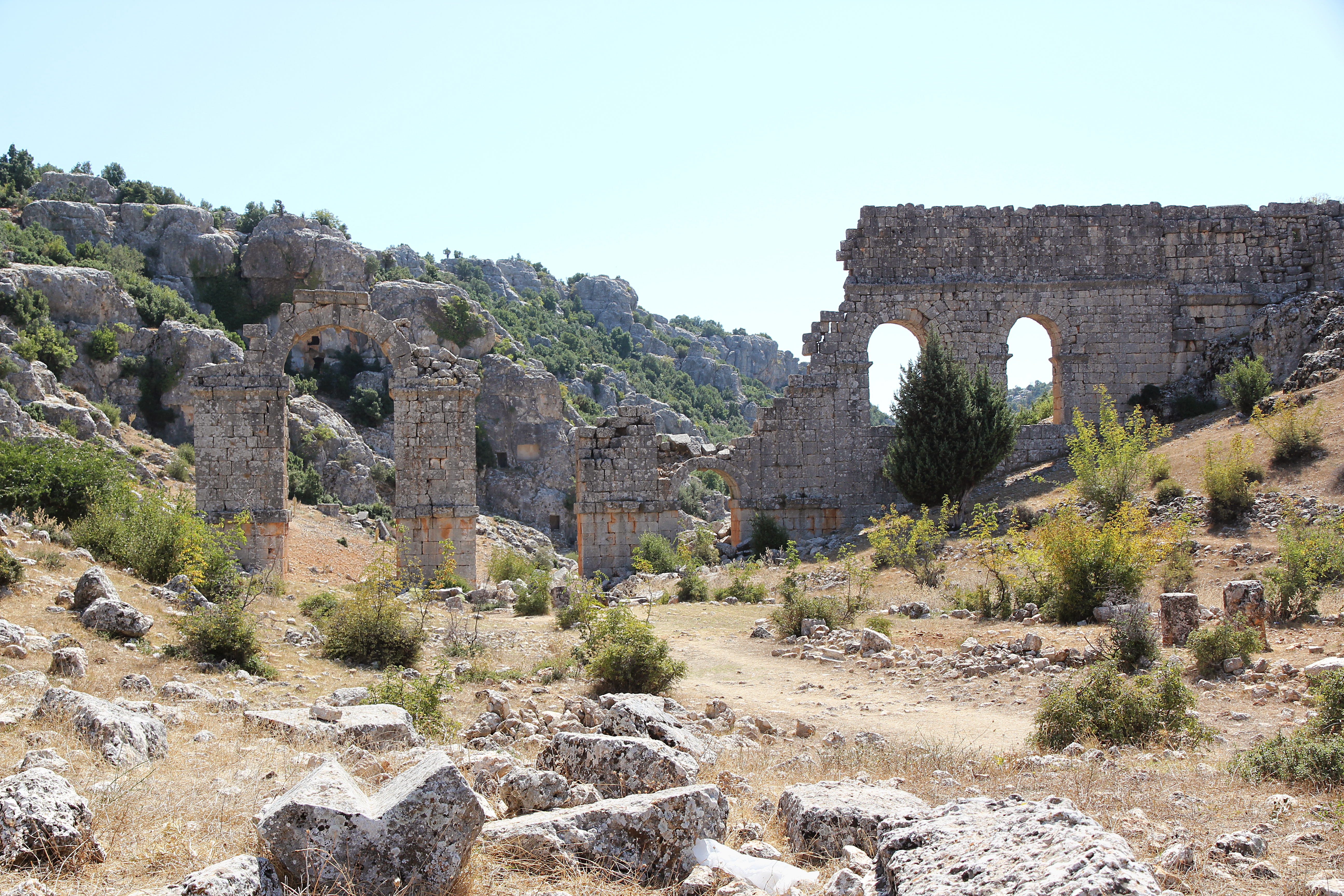
Het Aquaduct
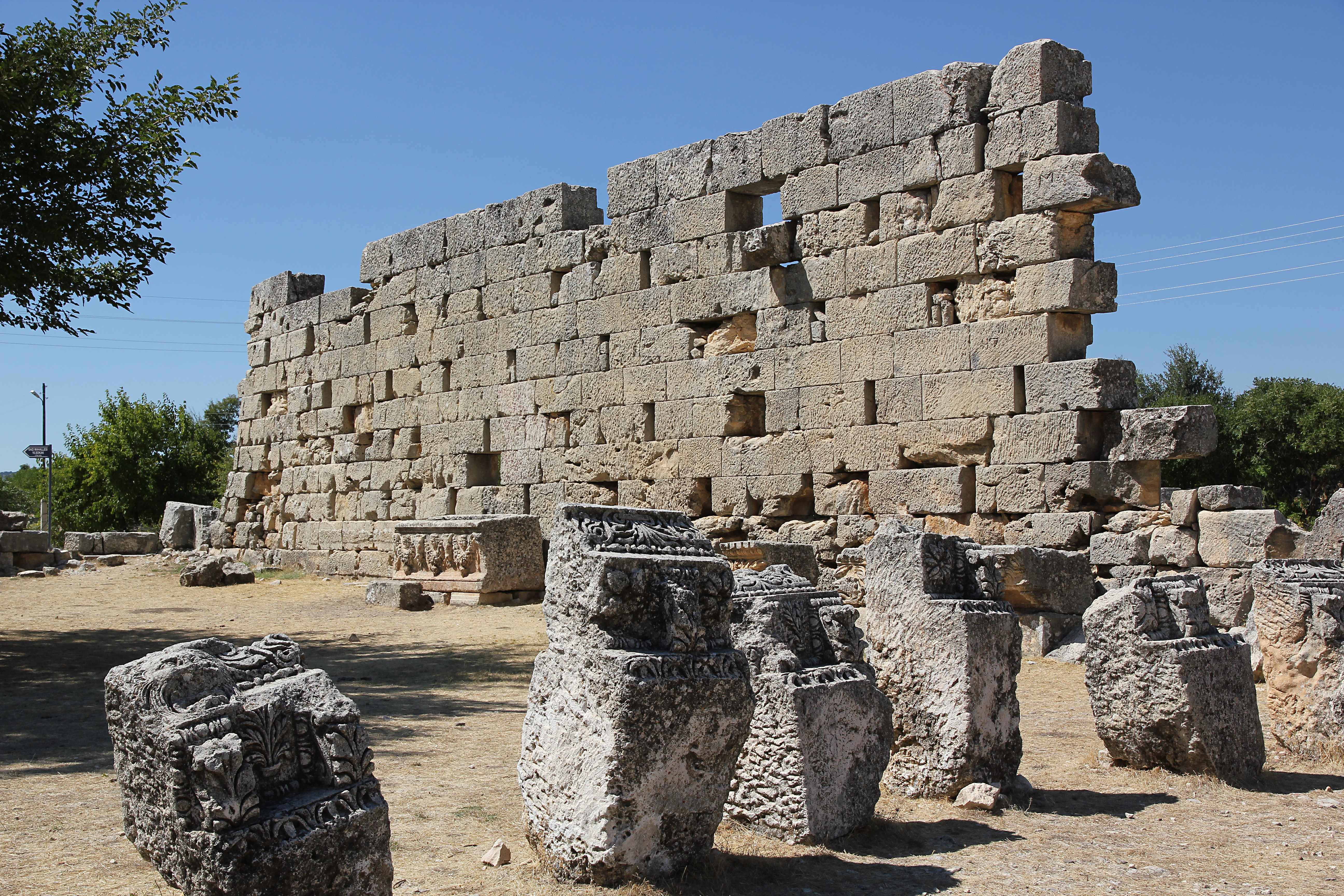
Een muur in de stad
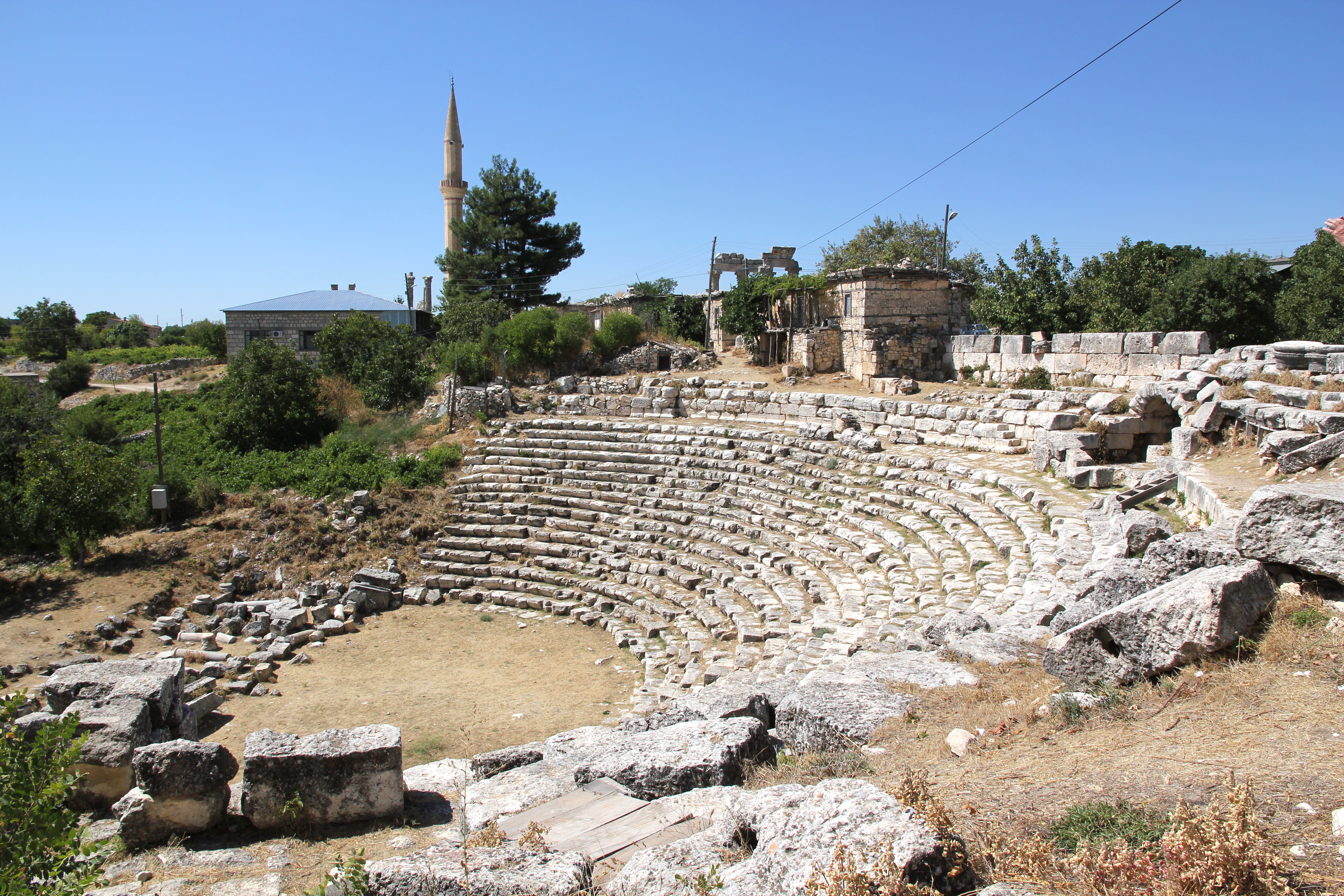
Het Theater
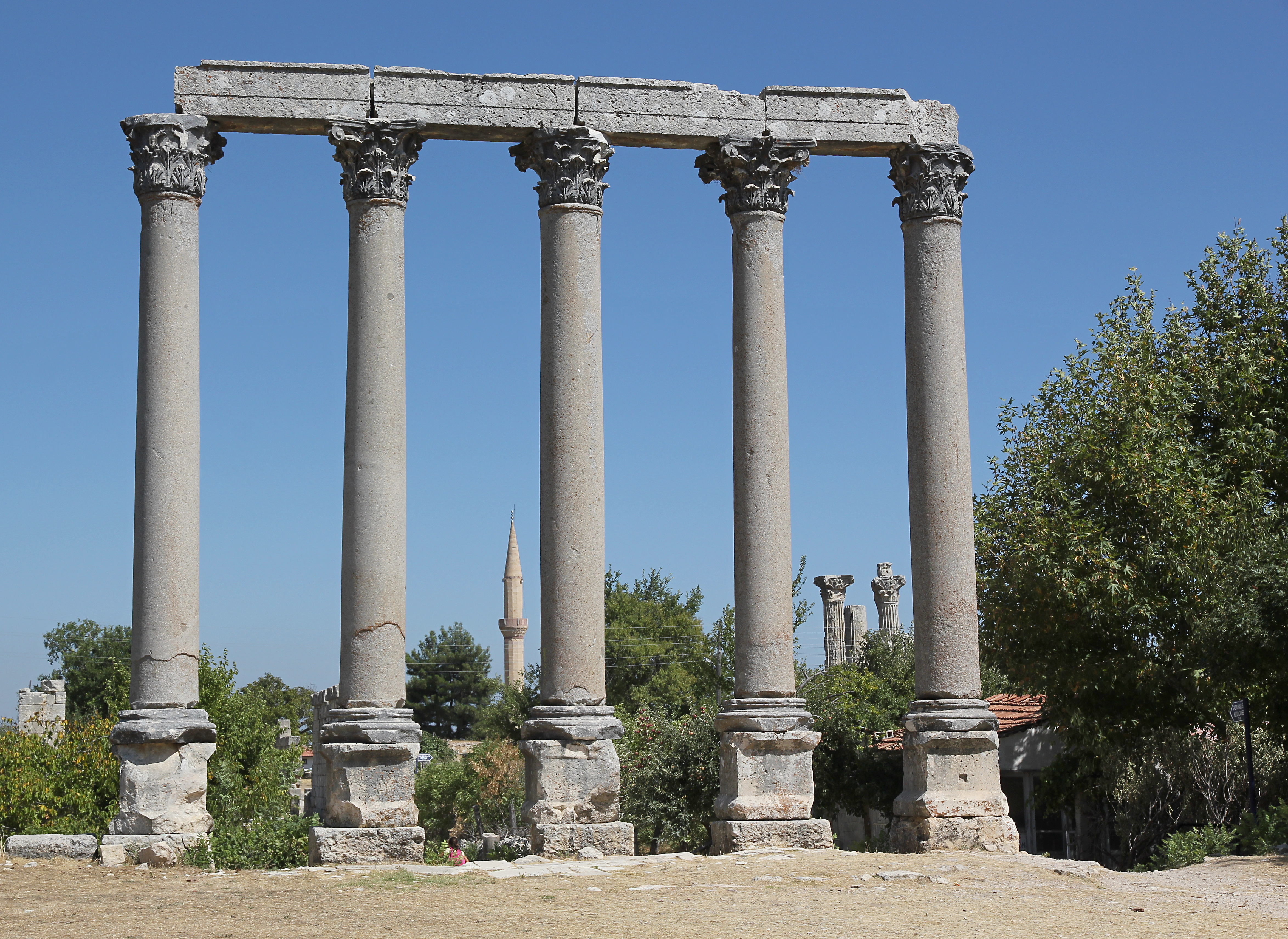
Restanten van de tempel van Tyche
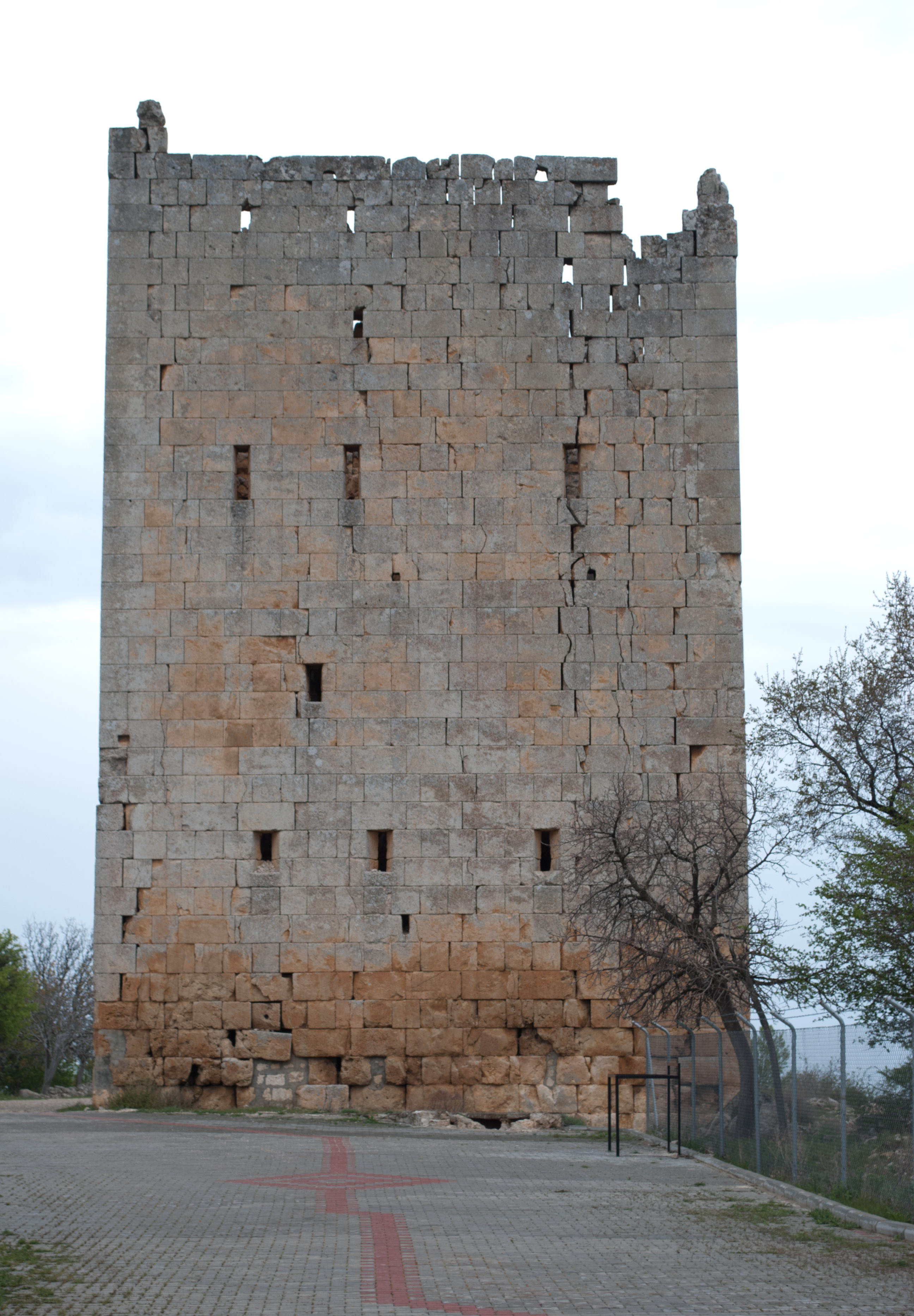
Een oude toren in Olba
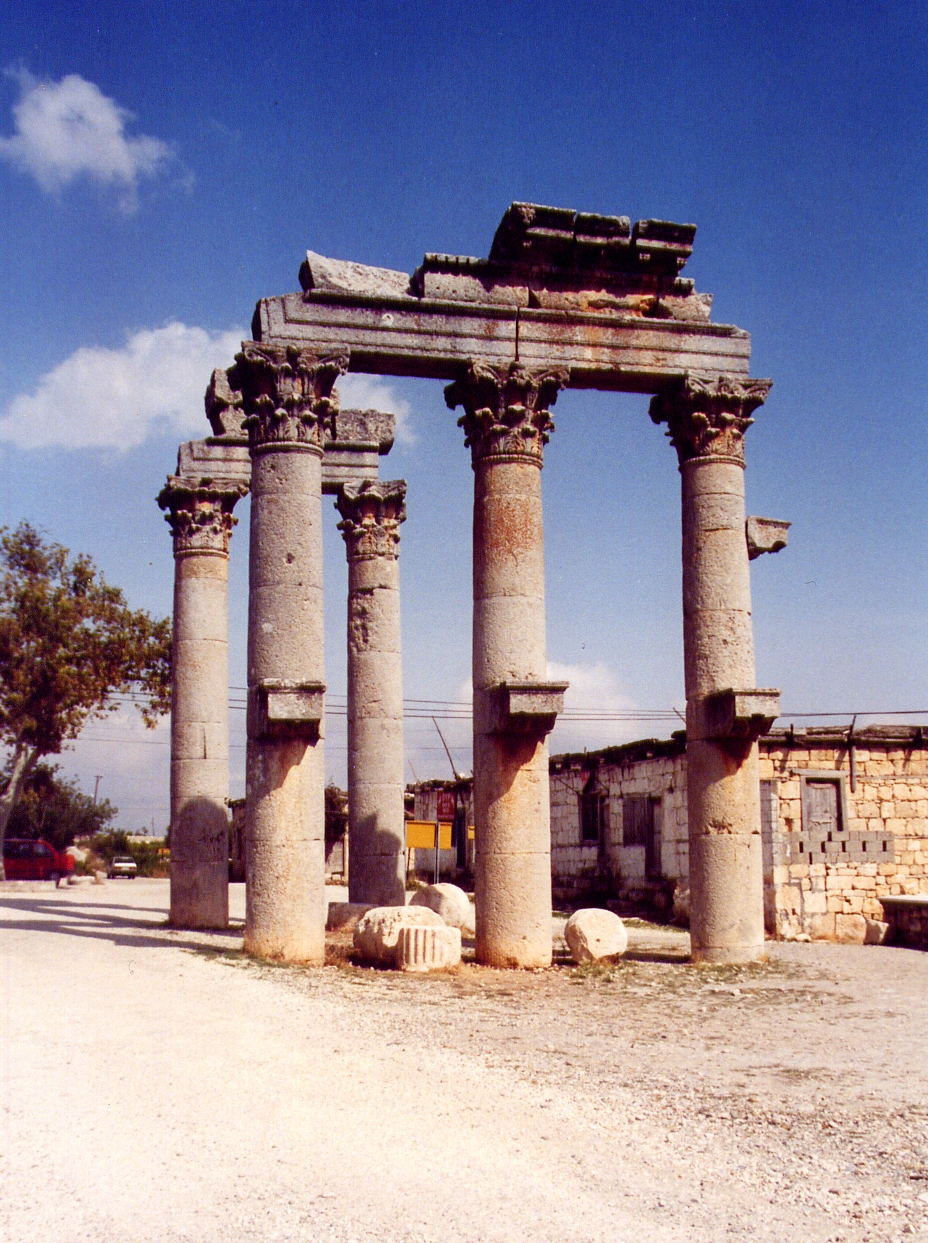
Een andere tempel in Olba
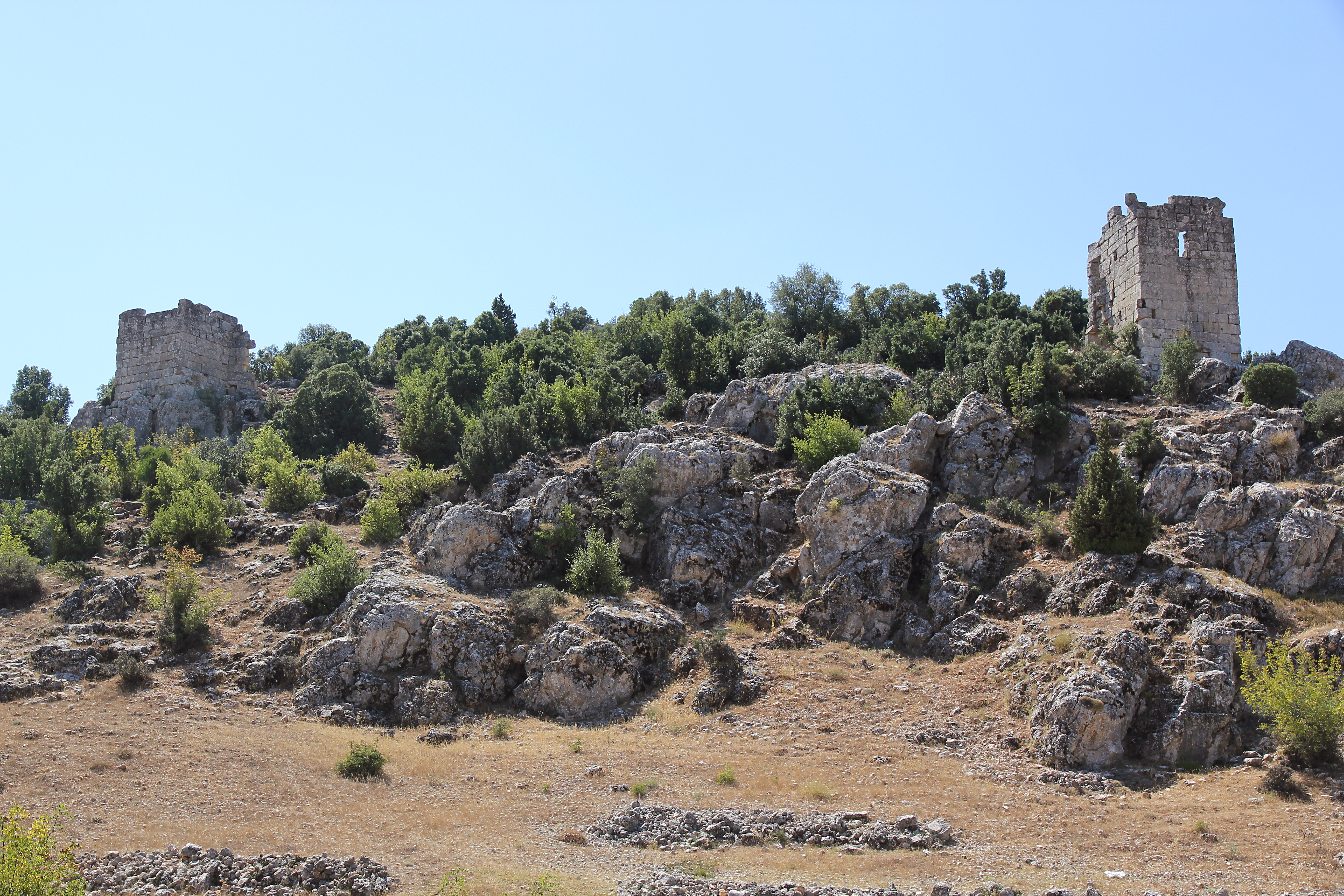
Restanten van de citadel